# Dionysius van Portugal
Dionysius of Dinis I (Portugees: Dom Dinis) (Lissabon, 9 oktober 1261 - Santarém, 7 januari 1325), bijgenaamd de Boer (o Lavrador) en ook de Dichter (O Rei-Poeta) was koning van Portugal van 1279 tot 1325.

## Levensloop
Dionysius was de oudste zoon van koning Alfons III van Portugal en diens vrouw Beatrix van Castilië. Hij werd vanaf zijn jeugd door zijn vader betrokken bij regeringszaken om hem zo voor te bereiden op de troonopvolging.
Dionysius volgde zijn vader in 1279 op.
Op 24 juni 1282 trouwde hij met Isabel van Aragón, ook Elisabeth van Portugal genoemd. Isabel was vanaf haar jeugd zeer devoot en besteedde als koningin veel tijd aan het stichten van gratis scholen, weeshuizen, ziekenhuizen. Dionysius was haar ontrouw zoals blijkt uit zijn vele kinderen met andere vrouwen, maar het is de vraag of het ook een bruut en een gewelddadig personage was, zoals hij door sommige geschiedschrijvers wordt afgeschilderd.
Elisabeth werd in 1625 door paus Urbanus VIII heilig verklaard.
Vanaf 1279 tot aan 1297 was Dionysius in oorlog verwikkeld met Castilië. Zijn jongere broer, Alfons, koos voor een bondgenootschap met Alfons X van Castilië, terwijl Dionysus een verbond sloot met diens tegenstander Sancho IV van Castilië.
In 1297 werd ten slotte het Verdrag van Alcañices gesloten, tussen Dionysius en de nieuwe koning van Castilië, Ferdinand IV, (de oudste zoon van Sancho) waarbij de grens tussen Castilië en Portugal werd vastgesteld. De grens zoals die destijds volgens dit verdrag is vastgesteld vormt nog steeds de huidige grenslijn tussen Spanje en Portugal. Om het nieuwe verbond tussen de twee koninkrijken te bevestigen huwelijkte Dionysius zijn dochter Constance uit aan Ferdinand IV, terwijl zoon Alfons IV met Beatrix van Castilië trouwde.
In 1325 overleed de koning en zijn vrouw Elisabeth trok zich vervolgens terug in een Clarissenklooster in Santarém.

## Ontwikkelingen onder Dionysius
Dionysius probeerde een oplossing te vinden voor de conflicten tussen de geestelijke en de wereldlijke macht door een verdrag met paus Nicolaas III (1277-1280). De koning beloofde de paus dat hij de belangen van Rome in Portugal zou verdedigen. De kerk mocht zonder bemoeienis van de koning haar bisschoppen kiezen en het land dat Alfons III van de kerk had afgenomen zou worden teruggegeven. De koning zou de privileges en de onschendbaarheid van de geestelijkheid respecteren. Ondanks al deze toezeggingen van Dionysius betekenden deze in een concordaat afgesproken zaken géén directe overwinning van de kerk. De pauselijke macht zwakte destijds af, zodat de Portugese geestelijkheid toch steeds meer van de Portugese koning afhankelijk werd.
Ook bood de koning politiek asiel aan de ridders van de Orde van de Tempeliers, die destijds door Filips de Schone en paus Clemens V in Frankrijk werden vervolgd, vooral vanwege de enorme bezittingen van de Orde.
Dionysius droeg de bezittingen van de Tempeliers over aan de door hem gestichte Orde van Christus.
Onder Dionysius vond een belangrijke ontwikkeling plaats in het civiele recht, het strafrecht en de administratie van het land. De koning reisde door het land, liet kastelen en steden bouwen en probeerde een machtsevenwicht tussen feodale adel en de opkomende burgerij van de steden te creëren. Er werden koper-, tin-, ijzer- en zilvermijnen gebouwd en het overschot van gewonnen grondstoffen vond een weg naar andere Europese landen. In 1308 werd een eerste Engels-Portugees handelsverdrag gesloten.
De koning probeerde de landbouw te bevorderen, land werd herverkaveld en de koning gaf vergunningen af voor markten in steden.
Dionysius stichtte de Universiteit van Coimbra en schreef zelf boeken over administratie, jacht, wetenschap en ook poëzie, waaraan hij zijn bijnaam de Poëet te danken heeft.

## Nageslacht
Met Elisabeth van Portugal:
- Constance (1290-1313), gehuwd met Ferdinand IV van Castilië,
- Alfonso (1291-1357)

Met Maria Pires:
- João Afonso(1285-1325)

Met Marinha Gomes(1260-?)
- Maria Afonso (1290-1340)
- Maria Afonso (nun)

Met Grácia Froes (1265-?)
- Pedro Afonso (1287-1354)

Met Aldonça Rodrigues Talha
- Afonso Sanches(1289-1329)

Met andere vrouwen:
- Fernão Sanches (1280-1329)
- Pedro Afonso (1280)

## Voorouders
| Voorouders van Dionysius van Portugal (1261-1325) | Voorouders van Dionysius van Portugal (1261-1325)                      | Voorouders van Dionysius van Portugal (1261-1325)                             | Voorouders van Dionysius van Portugal (1261-1325)                             | Voorouders van Dionysius van Portugal (1261-1325)                       |
| ------------------------------------------------- | ---------------------------------------------------------------------- | ----------------------------------------------------------------------------- | ----------------------------------------------------------------------------- | ----------------------------------------------------------------------- |
| Overgrootouders                                   | Sancho I van Portugal (1154-1212) ∞ Dulce van Barcelona (1160-1198)    | Alfons VIII van Castilië (1155-1214) ∞ 1170 Eleonora van Engeland (1162-1214) | Ferdinand III van Castilië (1199-1252) ∞ Beatrix van Hohenstaufen (1205-1235) | ? (-) ∞ ? (-)                                                           |
| Grootouders                                       | Alfons II van Portugal (1185-1223) ∞ Urraca van Castilië (1186-1220)   | Alfons II van Portugal (1185-1223) ∞ Urraca van Castilië (1186-1220)          | Alfons X van Castilië (1221-1284) ∞ Mayor Guillén de Guzmán (1205-1262)       | Alfons X van Castilië (1221-1284) ∞ Mayor Guillén de Guzmán (1205-1262) |
| Ouders                                            | Alfons III van Portugal (1210-1279) ∞ Beatrix van Castilië (1242-1303) | Alfons III van Portugal (1210-1279) ∞ Beatrix van Castilië (1242-1303)        | Alfons III van Portugal (1210-1279) ∞ Beatrix van Castilië (1242-1303)        | Alfons III van Portugal (1210-1279) ∞ Beatrix van Castilië (1242-1303)  |